# Komár tropický
Komár tropický čili komár egyptský (Aedes aegypti) je komár původem z Afriky, který se ale rozšířil do subtropických a tropických oblastí celého světa. Tento komár je přenašečem horečky dengue, nemoci chikungunya, žluté zimnice, viru zika a některých dalších. Na letišti Schiphol v Amsterodamu byla zdokumentována možnost zavlečení komára leteckou dopravou do Evropy. Slyší až na vzdálenost deseti metrů.

## Fotogalerie

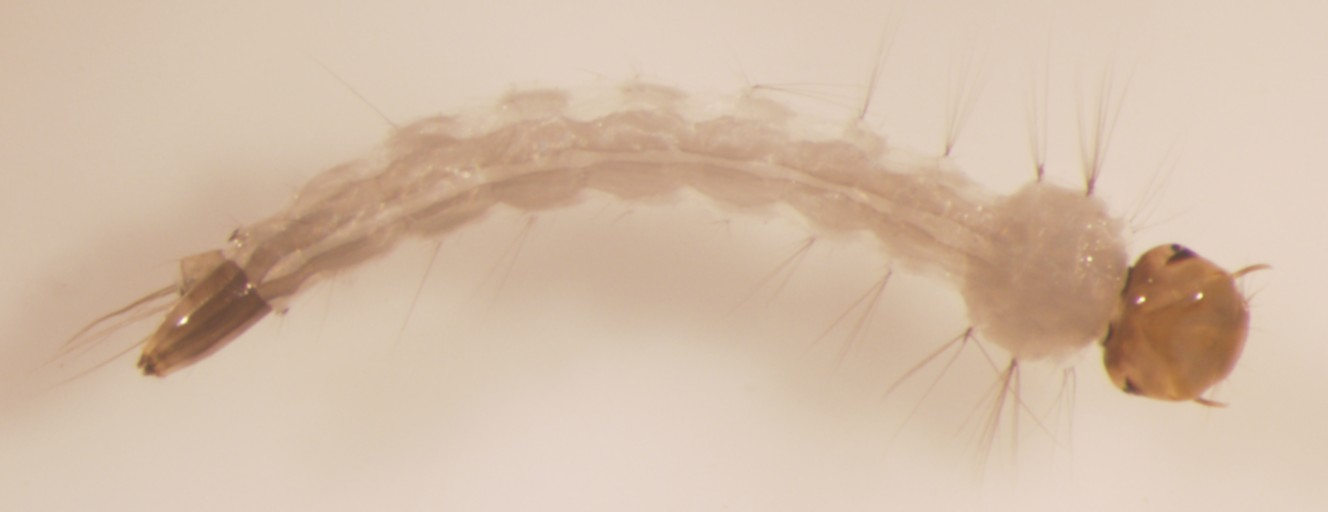
Larva Komára tropického
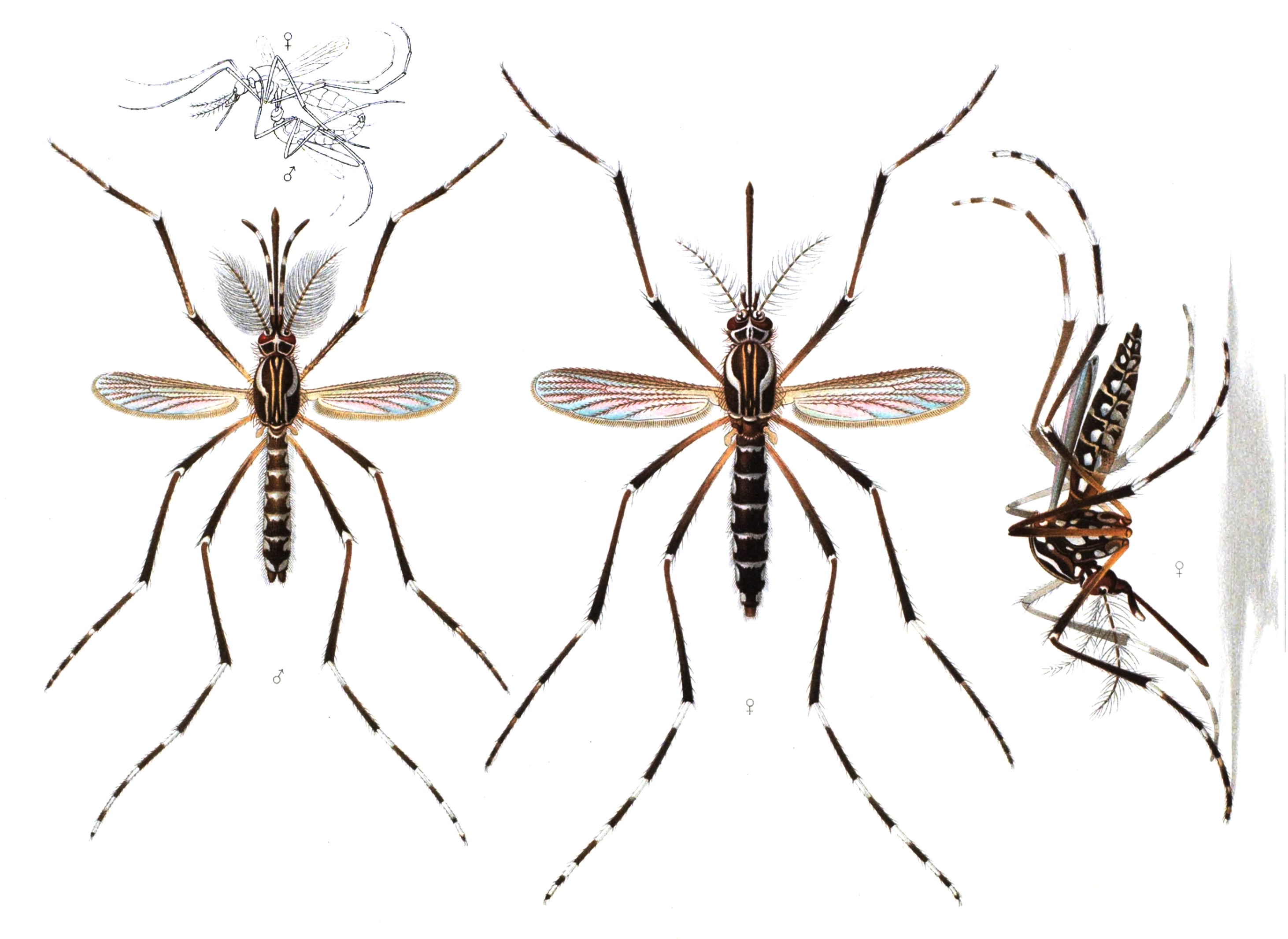
Komár tropický (1)
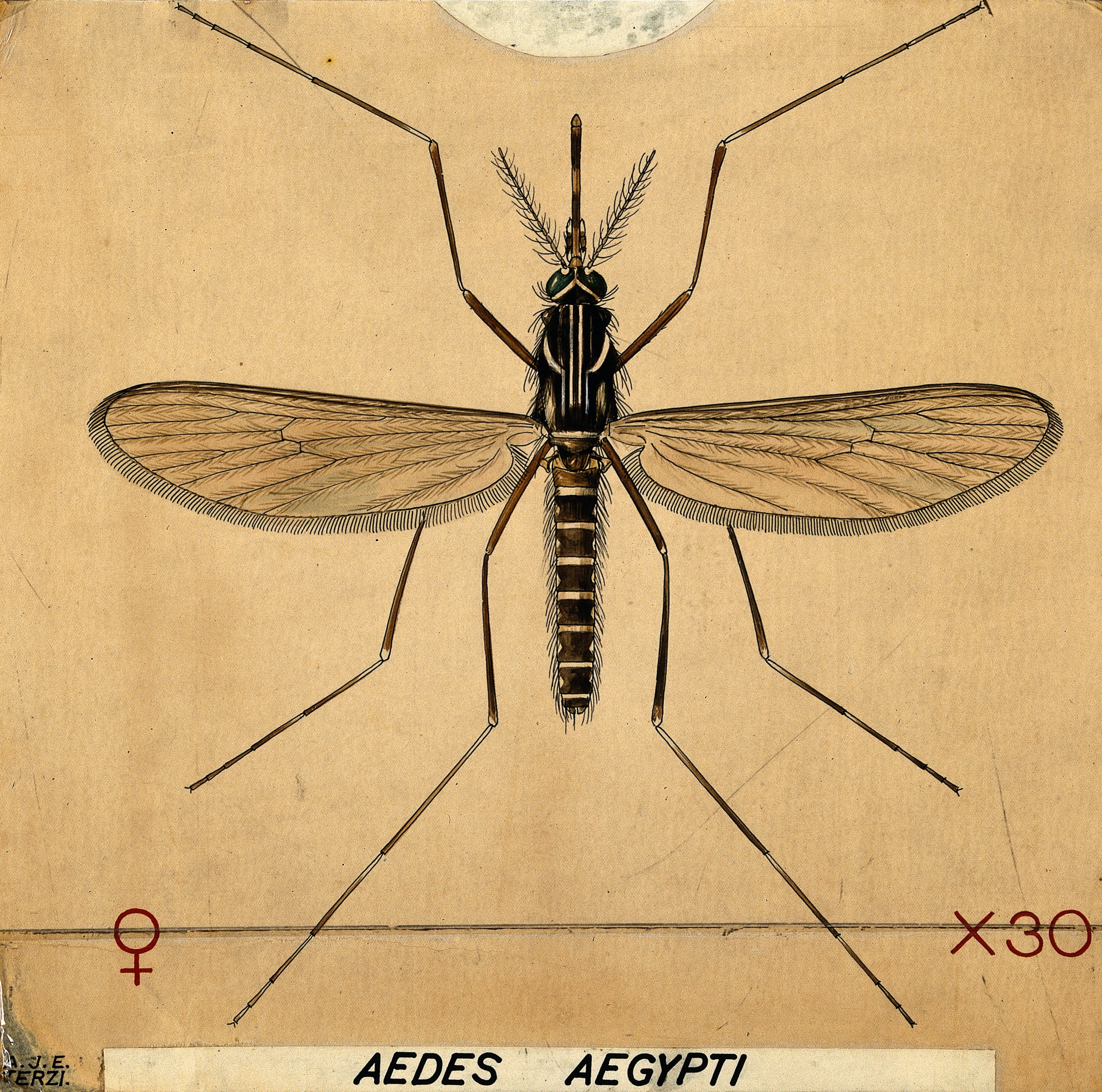
Komár tropický (2)
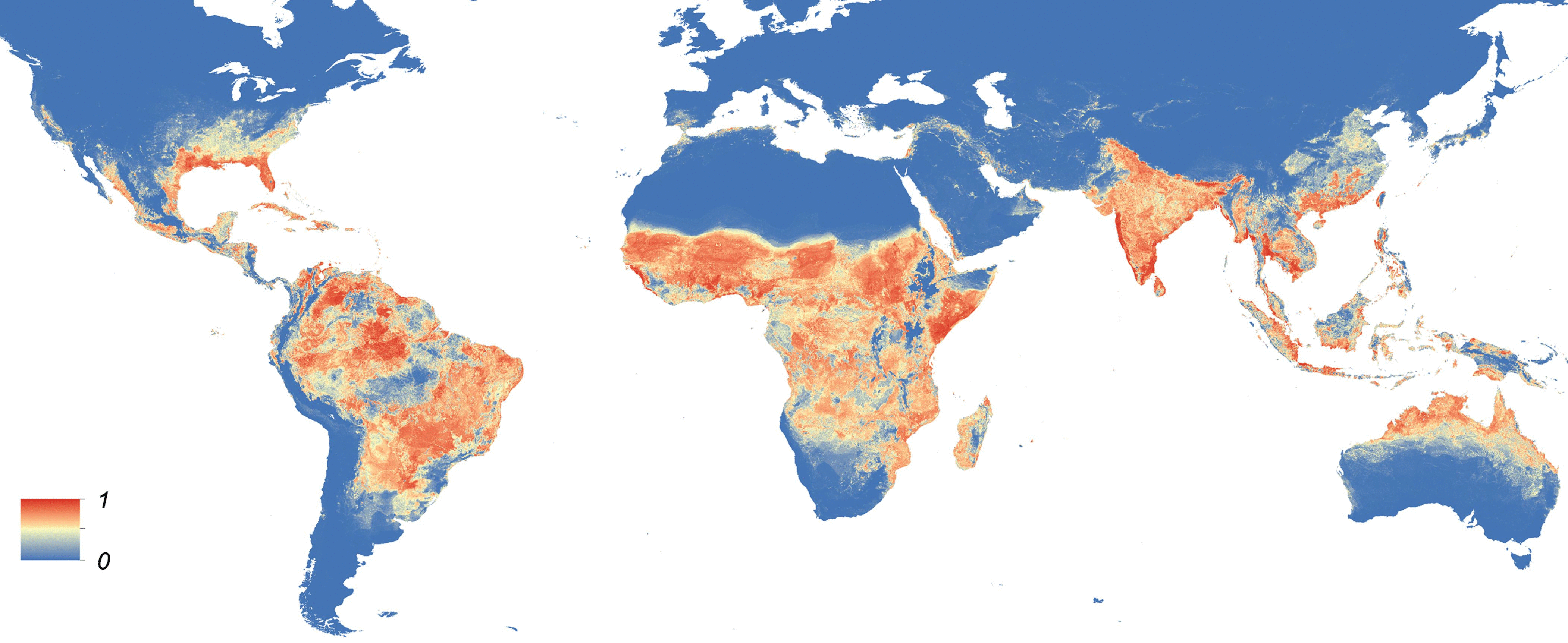
Rozšíření komára tropického (2015)